# Brian Dickinson

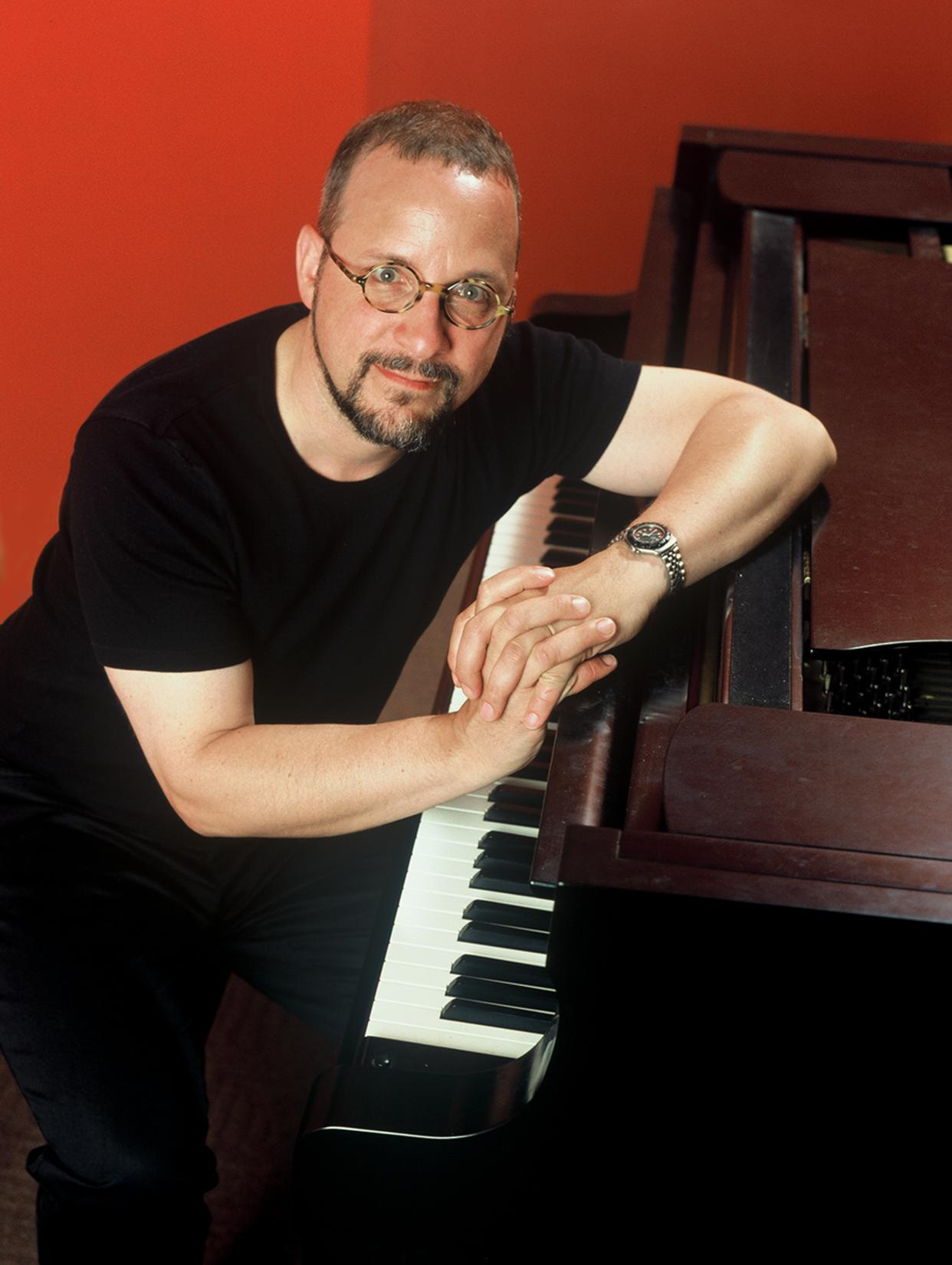
Brian Dickinson

Brian Dickinson (* 17. Oktober 1961 in Guelph, Ontario) ist ein kanadischer Jazzmusiker (Piano, Arrangement, Komposition).

## Leben und Wirken
Dickinson wuchs in Stratford, Ontario auf und zog 1979 nach Toronto, um am dortigen Humber College zu studieren. Er setzte seine Studien am New England Conservatory in Boston fort, wo er mit Auszeichnung absolvierte. Darüber hinaus nahm er Unterricht bei Richie Beirach, Andy Laverne und Paul Bley. Seitdem arbeitete er in Toronto mit Musikern wie Pat LaBarbera, Kenny Wheeler, Jerry Bergonzi, Kirk MacDonald, Randy Brecker, Dave Liebman, Dave Holland, Kieran Overs, Maria Schneider, Steve Gadd, Sonny Fortune, Donny McCaslin, Tom Harrell, Cab Calloway, Nick Brignola, Michael Stuart sowie Jane Bunnett.
Als Bandleader hat Dickinson eine Reihe von Tonträgern veröffentlicht, darunter das mit dem Juno Award 1992 als beste Jazzaufnahme ausgezeichnete Album In Transition (bereits im Jahr zuvor war er an Mike Murleys Two Sides beteiligt, das ebenfalls einen Juno Award als bestes Jazzalbum erhielt). 1998 ging er mit Kenny Wheeler für das Album Still Waters ins Studio. Auf dem Album Soul Mission (2002) spielte er im Quartett mit dem Saxophonisten Jerry Bergonzi. 2005 nahm er im Duo mit dem Altsaxophonisten Lee Konitz The Glenn Gould Sessions auf. 2010 veröffentlichte Dickinson eine Duoaufnahme mit dem Gitarristen Ted Quinlan mit dem Titel Around the Bend. Sein 2012 erschienenes Album Other Places, das er wieder im Quartett mit Jerry Bergonzi einspielte, wurde 2013 für einen Juno Award nominiert. 2015 folgte im Trio mit George Mraz und Ethan Ardelli das gleichfalls nominierte Fishs Eddy.
Dickinson ist der Autor eines Buches über Gehörbildung mit dem Titel The Ears Have Walls. Als Hochschullehrer leitet er die Tasteninstrument-Abteilung am Humber College in Toronto.